# A448 road
Die A448 road (englisch für Straße A448) ist eine durchwegs als Primary route ausgewiesene, 31 km lange Fernverkehrsstraße, die bei Studley (Warwickshire) nach Nordwesten von der Birmingham mit Alcester (Warwickshire) verbindenden A435 road abzweigt, in ihrem weiteren Verlauf ein kurzes Stück mit der A441 road gemeinsam verläuft, dann als dual carriageway südlich an Redditch vorbeiführt, in Bromsgrove die A38 road kreuzt, zweispurig wird und unter dem M5 motorway hindurchführt (kein Anschluss an diesen) und in Kidderminster an der A449 road endet.